# Abbaye territoriale de Pannonhalma
L'abbaye territoriale de Pannonhalma ou abbaye bénédictine de Pannonhalma (hongrois : Pannonhalmi Bencés Főapátság) est une abbaye territoriale bénédictine située dans le comitat de Győr-Moson-Sopron en Hongrie. Fondée en 996, elle est classée au patrimoine mondial de l'humanité. Pour l'Unesco, elle illustre « de manière exceptionnelle la structure et l'organisation d'un monastère chrétien en constante évolution depuis mille ans ».
Le monastère abrite également une école, un lycée de garçons de 350 élèves en internat, les logements des moines, un foyer pour personnes âgées, une bibliothèque et une école supérieure de théologie.
Depuis sa création, l’abbaye tient une place particulière dans l'histoire de la Hongrie ; des visiteurs prestigieux s'y sont rendus, du Premier roi de Hongrie, Étienne Ier (1000-1038), à Jean-Paul II ou au dalaï-lama plus récemment qui y a effectué une retraite spirituelle.
L'abbaye est l'abbaye territoriale de la congrégation bénédictine hongroise (fondée en 1514). Son abbé-général est depuis 2018 l'archi-abbé Cirill Hortobágyi (qui succède au T.R.P. Asztrik Várszegi), dont dépendent plusieurs prieurés en Hongrie, Slovaquie et Brésil.

## Histoire
En 996, le Prince Géza demande à des bénédictins de fonder un monastère sur la colline de Pannonhalma, lieu de naissance de Saint Martin, évêque de Tours. Ils procèdent alors à l’évangélisation des Magyars. Ce sont eux qui créent la première école magyar et rédigent en 1055, le premier texte subsistant écrit en hongrois. La communauté monastique tient alors une place importante dans la propagation de la culture chrétienne dans la région. Bâtie comme une forteresse, elle subira trois occupations turques au cours desquelles les moines durent fuir pour sauver les biens de l’abbaye.
En 1786, Joseph II d’Autriche ferme les monastères mais celui de Pannonhalma est cependant rétabli en 1802, à la condition que les moines exercent une activité d'enseignement. L’abbaye est devenu un centre universitaire, et a rassemblé plus de 350 000 volumes pour sa bibliothèque. En 2025, 100.000 ouvrages doivent être traités contre des attaques de parasites du livre.
Protégée par la Croix-Rouge durant la Seconde Guerre mondiale (1939-1945), l’abbaye ne subit ni dommage ni pillage. Sous le régime communiste (1950-1990), malgré une interruption de 1945 à 1950, elle conserve ses biens et  son statut d’enseignement privé. Sous le même régime communiste, beaucoup de religieux et prêtres dont les ordres et congrégations avaient été dissoutes, y sont confinés en « résidence surveillée ». En décembre 1996, à l’occasion de son millénaire, elle est inscrite au Patrimoine mondial de l’Unesco au cours d’une commémoration en présence du pape Jean-Paul II.
L’abbaye de Pannonhalma est une destination touristique prisée des visiteurs de passage en Hongrie (plus de 200 000 par an). Il s’y fabrique de nombreux produits dérivés : reproductions, cartes, produits du terroir, livres, Cd de chants sacrés et d’orgue. Quarante-cinq moines travaillent et prient (ora et labora est la devise des bénédictins) à l’abbaye aujourd’hui.
À ces activités s’ajoute un projet vinicole et œnologique. En 2000, les moines de l’abbaye, associés à une banque hongroise ont décidé de relancer l’activité sur 52 hectares afin de produire un vin blanc de qualité selon les méthodes modernes.